# 新西蘭青瓜魚
新西蘭青瓜魚，為輻鰭魚綱胡瓜魚目後鰭鮭科的其中一種，亞熱帶魚類，分布於西南太平洋紐西蘭淡水、半鹹水域，體長可達7.6公分，春季會進行洄游至河口及河川下游，生活習性不明。